# Jouke Hoekstra
Jouke Hoekstra (Nijland, 1948) is een Nederlands dirigent, muziekpedagoog en trompettist.

## Levensloop
Hoekstra studeerde aan het Koninklijke Conservatorium in Den Haag en aan het Prins Claus Conservatorium in Groningen onder andere trompet bij Theo Laanen en Anne Bijlsma en orkestdirectie bij Peet van Bruggen. Aansluitend was hij rond 12 jaar trompettist bij de Koninklijke Militaire Kapel in Den Haag en speelde ook in verschillende symfonieorkesten.
Hij is docent voor kleine koperinstrumenten aan de Muziekschool Ritmyk te Bolsward. Hij was medeoprichter en is sinds de oprichting dirigent van het Frysk Fanfare Orkest. Met dit orkest behaalde hij grote successen. Voortreffelijk was de prestatie tijdens het Wereld Muziek Concours (WMC) te Kerkrade in 1989. Men bracht toen onder andere het symfonisch gedicht Ritual, op. 154 van Hardy Mertens ten gehore. Dit werk was een compositieopdracht van het orkest. Ook in 1993 en 2003 behaalde het orkest voortreffelijke resultaten tijdens het WMC.
Hoekstra was en is als dirigent ook actief in het buitenland. Zowel in 1989 alsook in 2005 en 2009 verzorgde hij met het Frysk Fanfare Orkest (FFO), op uitnodiging van de World Association for Symphonic Bands and Ensembles (WASBE), een galaconcert tijdens de internationale conferentie in Manchester respectievelijk in Singapore en Cincinnati.
Hij zet zich ook in voor de vernieuwing van de authentieke literatuur voor fanfareorkest en via Jouke Hoekstra kwamen vele nieuwe composities tot stand o.a. van Bernard van Beurden, Cornelis de Bondt, Alexander Comitas, Marc van Delft, Marco Pütz (Luxembourg), Chiel Meijering, Lowell Dijkstra, Frans Vermeerssen, Hardy Mertens en Leon Vliex. In 1991 werd aan Jouke Hoekstra en het FFO de Zilveren Anjer (cultuurprijs van de provincie Friesland) toegekend.
Naast het FFO is hij als dirigent sinds 1976 verbonden aan de Christelijke Muziekvereniging "Oranje", Minnertsga en sinds 7 november 2005 aan de Christelijke Muziekvereniging Harmonie, Sneek. In 1993 was hij ook dirigent van de Muziekvereniging Eensgezindheid, Tjerkwerd. Hij is een veelgevraagd gastdirigent.
In december 2018 werd Jouke Hoekstra benoemd tot Officier in de Orde van Oranje-Nassau.